# Pellaea seticaulis
Pellaea seticaulis là một loài dương xỉ trong họ Pteridaceae. Loài này được S.R.Ghosh mô tả khoa học đầu tiên năm 1986.
Danh pháp khoa học của loài này chưa được làm sáng tỏ. 